# Bobby Joe Long
 (juin 2021).
La mise en forme du texte ne suit pas les recommandations de Wikipédia : il faut le « wikifier ».
Les points d'amélioration suivants sont les cas les plus fréquents. Le détail des points à revoir est peut-être précisé sur la page de discussion.
- Les titres sont pré-formatés par le logiciel. Ils ne sont ni en capitales, ni en gras.
- Le texte ne doit pas être écrit en capitales (les noms de famille non plus), ni en gras, ni en italique, ni en « petit »…
- Le gras n'est utilisé que pour surligner le titre de l'article dans l'introduction, une seule fois.
- L'italique est rarement utilisé : mots en langue étrangère, titres d'œuvres, noms de bateaux, etc.
- Les citations ne sont pas en italique mais en corps de texte normal. Elles sont entourées par des guillemets français : « et ».
- Les listes à puces sont à éviter, des paragraphes rédigés étant largement préférés. Les tableaux sont à réserver à la présentation de données structurées (résultats, etc.).
- Les appels de note de bas de page (petits chiffres en exposant, introduits par l'outil «  Source ») sont à placer entre la fin de phrase et le point final[comme ça].
- Les liens internes (vers d'autres articles de Wikipédia) sont à choisir avec parcimonie. Créez des liens vers des articles approfondissant le sujet. Les termes génériques sans rapport avec le sujet sont à éviter, ainsi que les répétitions de liens vers un même terme.
- Les liens externes sont à placer uniquement dans une section « Liens externes », à la fin de l'article. Ces liens sont à choisir avec parcimonie suivant les règles définies. Si un lien sert de source à l'article, son insertion dans le texte est à faire par les notes de bas de page.
- La présentation des références doit suivre les conventions bibliographiques. Il est recommandé d'utiliser les modèles {{Ouvrage}}, {{Chapitre}}, {{Article}}, {{Lien web}} et/ou {{Bibliographie}}. Le mode d'édition visuel peut mettre en forme automatiquement les références.
- Insérer une infobox (cadre d'informations à droite) n'est pas obligatoire pour parachever la mise en page.

Pour une aide détaillée, merci de consulter Aide:Wikification.
Si vous pensez que ces points ont été résolus, vous pouvez retirer ce bandeau et améliorer la mise en forme d'un autre article.
Robert Joseph Long (14 octobre 1953 - 23 mai 2019), également connu sous le nom de Bobby Joe Long, était un tueur en série et violeur américain qui a été exécuté pour le meurtre de Michelle Denise Simms. Il a enlevé, agressé sexuellement et assassiné au moins 10 femmes dans la région de Tampa Bay en Floride au cours d'une période de huit mois en 1984. Il a été retrouvé par la police grâce au témoignage de Lisa McVey l'une de ses dernières victimes, âgée de 17 ans, qu'il a violée pendant 26 heures.

## Jeunesse
Bobby est né le 14 octobre 1953 à Kenova, en Virginie-Occidentale, de Joe et Louetta Long. Il naît avec un chromosome X supplémentaire, également connu sous le nom de 47,XXY, une variante spécifique du syndrome de Klinefelter. Ce dysfonctionnement entraîne une production excessive d'œstrogènes donnant à celui qui le possède certains traits féminins tels que le développement des seins, qui vaudront à Bobby des moqueries dans son enfance. Il subira par la suite une chirurgie de réduction mammaire à l'adolescence. Bobby a également subi plusieurs blessures à la tête dans son enfance. Il avait une relation dysfonctionnelle avec sa mère; a dormi dans son lit jusqu'à l'adolescence et en aurait voulu aux multiples petits amis à court terme de celle ci. Bobby a épousé sa petite amie du lycée en 1974, avec qui il a eu deux enfants avant qu'elle ne demande le divorce en 1980.

## Crimes
Bobby Joe Long a commis au moins 50 viols en tant que "Violeur d'annonces classées" à Fort Lauderdale, Ocala, Miami et dans le comté de Dade .
À partir de 1981 environ, Bobby a commencé à contacter des femmes via le Penny Saver et d'autres sites de petites annonces. Lorsqu'il a trouvé une femme seule, il a demandé à utiliser les toilettes, a sorti son « kit de viol » et a violé et volé la femme. Il a été jugé et condamné pour ce viol en 1981, mais a demandé un nouveau procès, qui lui a été accordé. Les accusations ont été par la suite abandonnées.
Il a ensuite déménagé dans la région de Tampa Bay en 1983. En 1984, alors qu'il était en probation pour agression, Bobby a violé et étranglé Artiss « Ann » Wick, 20 ans; son corps a été découvert dans une zone rurale le 22 novembre 1984.
Au cours des huit mois qui ont suivi, Bobby a enlevé, violé et assassiné au moins 10 femmes dans trois comtés de la région de Tampa Bay (Hillsborough, Pasco et Pinellas). L'enquête a été confiée au bureau du shérif du comté de Hillsborough, au FBI, au département de police de Tampa (TPD), au bureau du shérif du comté de Pasco (PCSO) et au "Florida Department of Law Enforcement" (FDLE).
Les corps des victimes ont généralement été retrouvés dans un état de décomposition, et longtemps après les meurtres, alors qu'ils avaient été jetés près d'une route rurale ou traînés dans les bois. Bobby semble avoir ciblé des femmes vulnérables, notamment en enlevant des femmes marchant seules et des prostituées en les persuadant de monter dans sa voiture, où il les violait et les torturait. Sur les 10 victimes connues de Bobby, cinq ont été identifiées comme des prostituées connues et deux comme des stripteaseuses. Les trois autres victimes étaient une ouvrière d'usine, une étudiante et la dernière avait une profession inconnue.
Pendant cette période, Bobby a également continué de commettre des viols en trouvant ses victimes dans les petites annonces, attaquant Linda Nuttall, 33 ans, chez elle.
Dans la nuit du 3 novembre 1984, Bobby a enlevé Lisa McVey, âgée de 17 ans, alors qu'elle rentrait chez elle à vélo après le travail. Il lui a bandé les yeux et l'a emmenée à son domicile, où il l'a violée à plusieurs reprises. Consciente du danger dans lequel elle se trouvait, Lisa McVey a déclaré avoir laissé autant d'empreintes digitales que possible dans la maison de Bobby pour faciliter toute future enquête policière. Après 26 heures, Bobby a libéré Lisa McVey qui a fourni aux enquêteurs des informations sur sa maison, sa voiture et son passage à un distributeur automatique de banque, bien qu'elle soit restée les yeux bandés durant ces 26 heures. Son témoignage a conduit la police à identifier l'homme, qui a été arrêté le 16 novembre 1984. Les preuves que détenait la police étaient des échantillons de tapis rouge retrouvés sur les corps de plusieurs victimes.
Bobby a été condamné à mort pour deux des dix meurtres. Il a été exécuté par injection létale le 23 mai 2019 en Floride.

## Liste des victimes connues
- Artiss Ann Wick, 20 ans – tuée le 27 mars 1984
- Nguyen Thi Long, 19 ans – tuée le 13 mai 1984
- Michelle Denise Simms, 22 ans – tuée le 27 mai 1984
- Linda Nuttall – agressée en mai 1984; qui a survécu
- Elizabeth Loudenback, 22 ans – tuée le 8 juin 1984
- Vicky Marie Elliott, 21 ans – tuée le 7 septembre 1984
- Chanel Devoun Williams, 18 ans – tuée le 7 octobre 1984
- Karen Beth Dinsfriend, 28 ans – tuée le 14 octobre 1984
- Kimberly Kyle Hopps, 22 ans – tuée le 31 octobre 1984
- Lisa McVey, 17 ans – agressée le 3 novembre 1984 ; qui a survécu
- Virginia Lee Johnson, 18 ans – tuée le 6 novembre 1984
- Kim Marie Swann, 21 ans – tuée le 11 novembre 1984

## Culture
- Believe Me : Enlevée par un tueur (Believe Me: The Abduction of Lisa McVey), téléfilm canadien-américain réalisé par Jim Donovan (2018), dans lequel Rossif Sutherland interprète Bobby Joe Long.
- « Bobby Joe Long » dans Portraits de criminels sur RMC Story et sur RMC Découverte.